# Илгышевское сельское поселение
И́лгышевское се́льское поселе́ние (чув. Йӑлкӑш ял тӑрӑхӗ) — упразднённое в 2022 году муниципальное образование в Аликовском муниципальном округе Чувашской Республики Российской Федерации. Административный центр — деревня Илгышево.

## География
По землям поселения течёт речка Сорма, полноводная весной.

## История
Статус и границы сельского поселения установлены Законом Чувашской Республики от 24 ноября 2004 года № 37 «Об установлении границ муниципальных образований Чувашской Республики и наделении их статусом городского, сельского поселения, муниципального района и городского округа».

## Население
| 2010 | 2012 | 2013 | 2014 | 2015 | 2016 | 2017 |
| ---- | ---- | ---- | ---- | ---- | ---- | ---- |
| 814  | ↘770 | ↘764 | ↘734 | ↘706 | ↘690 | ↘650 |
| 2018 | 2019 | 2020 | 2021 |      |      |      |
| ↘639 | ↘608 | ↘595 | ↘580 |      |      |      |

## Состав сельского поселения
| № | Населённый пункт | Тип населённого пункта          | Население |
| - | ---------------- | ------------------------------- | --------- |
| 1 | Изванкино        | деревня                         | ↗292      |
| 2 | Илгышево         | деревня, административный центр | ↗232      |
| 3 | Ойкасы           | деревня                         | ↗123      |
| 4 | Тимирзькасы      | деревня                         | ↗186      |
| 5 | Яжуткино         | деревня                         | ↗110      |
| 6 | Ярушкино         | деревня                         | ↗93       |

## Инфраструктура
В сельском поселении имеются МОУ «Илгышевская СОШ», сельская библиотека, 2 сельских клуба.
На территории поселения имеется дендрологический парк, где установлены памятники:
- воинам-землякам, павшим в боях Великой Отечественной войны;
- памятник Герою гражданской войны Иванову П. И.

## Связь и средства массовой информации
- Связь: Волгателеком, Би Лайн, МТС, Мегафон. Развит интернет ADSL технологии.
- Газеты и журналы: Аликовская районная газета «Пурнăç çулĕпе» — «По жизненному пути»[16]. Языки публикаций: Чувашский, Русский.

- Телевидение: Население использует эфирное и спутниковое телевидение, за отсутствием кабельного телевидения. Эфирное телевидение позволяет принимать национальный канал на чувашском и русском языках.